# THE ASHTRAY
「THE ASHTRAY 」（ジ・アッシュトレイ）は、日本のロックバンドSuchmosの1作目のミニ・アルバム。2018年6月20日に自主レーベルF.C.L.S.より発売された。

## 背景とアルバムの構成
2018年4月28日、同年6月20日にミニ・アルバム「THE ASHTRAY」を発売することが発表され、同年5月11日に詳細情報が発表された。
本作はDVDが付属する初回限定盤とCDのみの通常盤の2形態で発売された。DVDには、2017年10月から11月にかけて行われた全国ツアー「TOUR FIRST CHOICE LAST STANCE」より東京・Zepp Tokyo公演の模様が収録されている。CDには、2018年のNHKサッカー放送テーマ曲「VOLT-AGE」、Honda「VEZEL」のCMソング「808」、バンド初のラブバラード「FUNNY GOLD」に加え、既にライブで披露されている新曲を含む全7曲が収録されている。シングルとして発売されていた「808」と「VOLT-AGE」に続いて、本作発売後の11月6日に「FUNNY GOLD」のビデオが発表された。

## 批評家の反応
| 専門評論家によるレビュー | 専門評論家によるレビュー |
| レビュー・スコア         | レビュー・スコア         |
| 出典                     | 評価                     |
| ------------------------ | ------------------------ |
| rockin'on                | 肯定的                   |
| EMTG MUSIC               | 肯定的                   |
| 週刊朝日                 | 肯定的                   |

rockin'onの小池宏和は、前作「THE KIDS」がスタイリッシュな音楽性と柔軟かつしなやかなカウンター精神を込めた歌でカルチャー全域に影響を及ぼしたブレイクスルー作品だとすると、今作は生活の細部に滑り込み、あらゆる場面でリスナーの心に揺さぶりをかけてくる作品と言えるだろうとコメント。「STAY TUNE」のように不特定多数のリスナーを無条件に巻き込む、あからさまにキャッチーで力強いパンチラインは見当たらないが、それは「できない」のではなく「やらない」のだろうと批評。退屈や苛立ちを燃やし尽くす時間が浮かび上がる「THE ASHTRAY」というタイトルには、退屈や苛立ちから解放されるべきSuchmosの「その後」を映し出しているように思えてならないと述べた。同サイトの三宅正一は、夢想状態に見えるSuchmosにも人知れずある種の苦悩を抱えていた時期があり、しかし、それすらもあくまですべて新たな音楽を生む燃料にするという強固な意志を映し出すドキュメンタリーのような作品とコメントした。EMTG MUSICの照沼健太は、キャラクターの立った楽曲とバンドのこれまでとこれからを感じさせるアルバム構成で「聴きごたえ十分の傑作」と称賛した。一方で、「ミニ・アルバム」という点についてカニエ・ウェストの「ye」など7曲入り20分台のフル・アルバムが連発された2018年6月のリスナー感覚からすれば、本作はアルバムとしてプレゼンテーションし直すべきだと指摘した。音楽評論家の小倉エージは週刊朝日の連載において、「期待を裏切らない充実した作品」と評価。Suchmosが本作で示したのは、ポップで親しみやすい曲だけでなく、音楽的な幅を広げながら独自のスタイルを追究する姿勢だとコメントした。

## チャート成績
Billboard JapanのアルバムセールスチャートAlbum Top salesにおいて、2018年6月18日から6月20日までの集計で23,754枚を売り上げ2位。その後、売り上げを約1万枚伸ばして初週累計32,892枚で7月2日付けのチャートで初登場2位を記録。同日付けの総合アルバムチャートHot Albumsでも初登場2位。ダウンロードチャートでは1位を獲得したものの、ルックアップでは7位と伸びしろがあり、1位のけやき坂46「走り出す瞬間」との10万枚超のフィジカル・セールス差を覆すには至らなかった。
オリコンの週間アルバムチャートでは、2018年7月2日付けのチャートで初登場2位。
| チャート（2018年）               | 最高 順位 |
| -------------------------------- | --------- |
| Billboard Japan Top Albums Sales | 2         |
| Billboard Japan Hot Albums       | 2         |
| Billboard Japan Download Albums  | 1         |
| オリコン 週間アルバム            | 2         |
| オリコン 週間デジタルアルバム    | 2         |

## 収録曲
| 全作曲: Suchmos。 |                          |             |            |      |
| #                 | タイトル                 | 作詞        | 作曲・編曲 | 時間 |
| 1.                | 「808」                  | OK          | Suchmos    | 5:28 |
| 2.                | 「VOLT-AGE」             | YONCE       | Suchmos    | 7:05 |
| 3.                | 「FRUITS」               | YONCE       | Suchmos    | 5:23 |
| 4.                | 「YOU'VE GOT THE WORLD」 | YONCE       | Suchmos    | 5:56 |
| 5.                | 「FUNNY GOLD」           | YONCE       | Suchmos    | 5:25 |
| 6.                | 「ONE DAY IN AVENUE」    | YONCE       | Suchmos    | 5:10 |
| 7.                | 「ENDROLL」              | YONCE、KCEE | Suchmos    | 1:15 |
| 合計時間:         | 合計時間:                | 合計時間:   | 35:42      |      |

| #         | タイトル      | 作詞  | 作曲・編曲 | 時間 |
| --------- | ------------- | ----- | ---------- | ---- |
| 1.        | 「A.G.I.T.」  |       |            | 6:01 |
| 2.        | 「YMM」       |       |            | 3:25 |
| 3.        | 「PINKVIBES」 |       |            | 4:59 |
| 4.        | 「BURN」      |       |            | 4:45 |
| 5.        | 「WIPER」     |       |            | 5:10 |
| 6.        | 「STAY TUNE」 |       |            | 5:25 |
| 7.        | 「MINT」      |       |            | 4:36 |
| 8.        | 「DUMBO」     |       |            | 5:38 |
| 9.        | 「GAGA」      |       |            | 7:10 |
| 10.       | 「OVERSTAND」 |       |            | 9:46 |
| 合計時間: | 合計時間:     | 56:55 |            |      |